# بخش گرینفیلد (شهرستان فیرفیلد، اوهایو)
بخش گرینفیلد (به انگلیسی: Greenfield Township) یک منطقهٔ مسکونی در ایالات متحده آمریکا است که در شهرستان فیرفیلد، اوهایو واقع شده‌است.
 بخش گرینفیلد ۸۱٫۹ کیلومتر مربع مساحت و ۵٬۵۶۵ نفر جمعیت دارد و ۲۶۶ متر بالاتر از سطح دریا واقع شده‌است.